# Red Sox de Boston
Pour les articles homonymes, voir Reds de Boston.
Les Red Sox de Boston (Boston Red Sox en anglais) sont une franchise de baseball de la Ligue majeure de baseball située à Boston, Massachusetts. Dans le milieu populaire du baseball, les partisans des Red Sox qui n'habitent pas Boston disent habiter la Red Sox Nation. Ils évoluent dans la division Est de la Ligue américaine. Les Yankees de New York et les Red Sox de Boston entretiennent une des plus célèbres rivalités sportives, qui s'amplifia à la suite du transfert en décembre 1919 de Babe Ruth, meilleur joueur de la MLB de l'époque, de Boston vers New York.
Incapables de connaître du succès pendant que les Yankees accumulent les championnats, les Red Sox traversent ce qui est surnommé la malédiction du Bambino, du surnom de Babe Ruth, qui ne se termine qu'en 2004 par un revirement spectaculaire qui permet aux Sox de vaincre les Yankees puis de remporter la Série mondiale 2004 pour leur premier titre en 87 ans. Trois ans plus tard, ils remportent le titre de champion des Ligues majeures après avoir balayé en 4 matchs les Rockies du Colorado lors de la Série mondiale. Finalement, en 2013, et pour la première fois depuis 1918, les Red Sox remportent la Série mondiale devant leurs partisans, au Fenway Park, en l'emportant par la marque de 6 à 1 devant les Cardinals de Saint-Louis lors du 6e match de la série 4 de 7.
Leur dernier titre en date est en 2018 où ils gagnent face aux Dodgers de Los Angeles lors du 5e match de la série 4-1.

## Palmarès
- Champion de Série mondiale (World Series) (9) : 1903, 1912, 1915, 1916, 1918, 2004, 2007, 2013, 2018
- Champion de la Ligue américaine (14) : 1903, 1904, 1912, 1915, 1916, 1918, 1946, 1967, 1975, 1986, 2004, 2007, 2013, 2018.
- Titres de division (8) : 1975, 1986, 1988, 1990, 1995, 2007, 2013, 2016, 2017, 2018
- Meilleur deuxième (7) : 1998, 1999, 2003, 2004, 2005, 2008, 2009.

## Histoire

### Début duXXesiècle

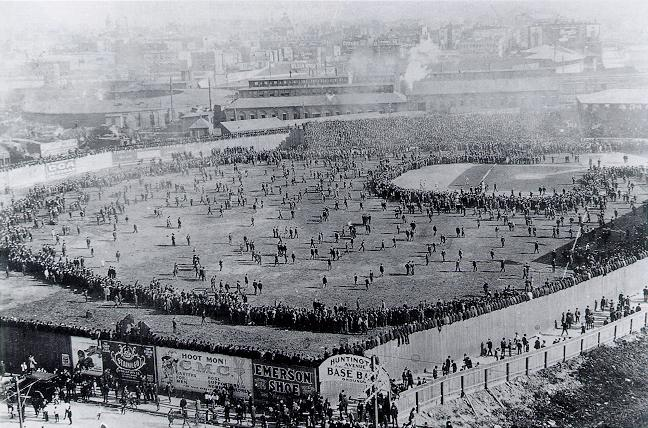
Série mondiale 1903

Fondée en 1901, la franchise de la Ligue américaine de Boston remporte sa première série mondiale (World Series) en 1903 face aux Pirates de Pittsburgh. L'équipe connait nombre de succès tout au long de la décennie, récoltant quatre titres mondiaux en seulement six ans. Avec des joueurs comme Tris Speaker, Harry Hooper et Duffy Lewis patrouillant les différents champs extérieurs, Boston a souvent goûté aux joies du championnat.
Le nom Red Sox est choisi par le propriétaire de l'équipe, John I. Taylor, en 1907. L'annonce officielle de cette adoption d'un surnom est faite le 17 décembre 1907. À l'époque, les joueurs de l'équipe portaient tous de très hauts bas rouges, ce qui explique le choix de ce nom. (Red Sox signifiant Red Socks en argot américain de l'époque, ce qui signifie littéralement bas rouges, ou chaussettes rouges). Avant 1907, l'équipe n'avait pas de nom officiel. On les appelait couramment the Bostons ou Boston Baseball Club, alors que la presse américaine utilisait davantage les surnoms de Boston Americans ou Somersets.

### L'arrivée et le départ de Babe Ruth

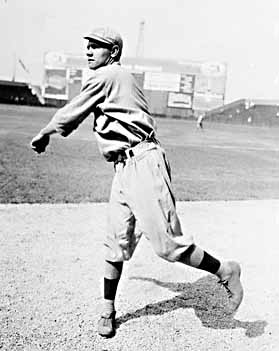
Babe Ruth

En 1914, Joseph Lannin, alors propriétaire de l'équipe, acheta les droits du jeune Babe Ruth, qui est, encore aujourd'hui, considéré comme le meilleur joueur de baseball de tous les temps. Avec l'aide de Ruth, les Red Sox ont gagné trois championnats, soit ceux de 1915, 1916 et 1918. Toutefois, Joseph Lannin se départit de l'équipe en 1919 (pour une somme de 200 000 dollars américains), et le nouveau propriétaire, Harry Frazee, vendit Ruth aux Yankees de New York pour 125 000 dollars américains le 3 janvier 1920. Cette vente, dont l'objectif aurait été de financer une comédie musicale sur Broadway, est à l'origine de la malédiction du Bambino (Curse of the Bambino), en référence au surnom de Babe Ruth, qui voulait que les Red Sox ne regagnent jamais un titre après le départ de Ruth.

### L'ère Tom Yawkey et Ted Williams

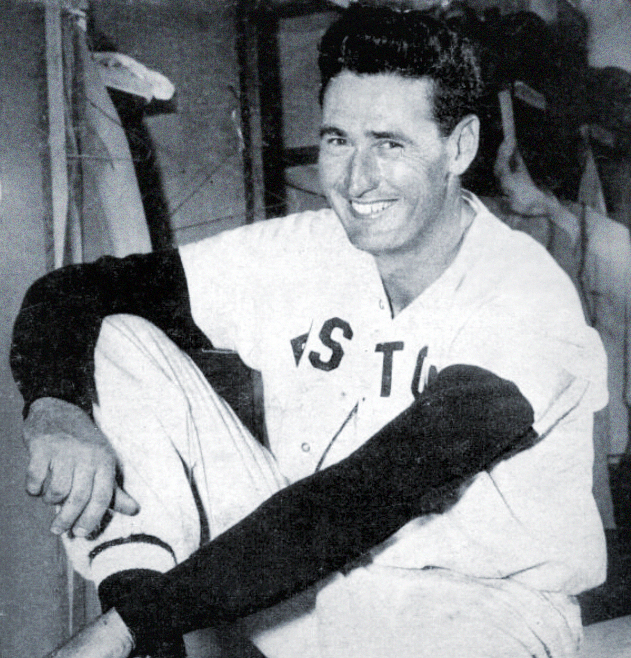
Ted Williams

En 1933, un jeune homme d'affaires nommé Tom Yawkey a acheté les Red Sox et s'est beaucoup impliqué dans l'administration de l'équipe, injectant beaucoup d'argent. En 1939, le club acquiert le contrat de Ted Williams, qui jouait alors dans la Pacific Coast League. Williams est considéré comme l'un des meilleurs joueurs de tous les temps. Il est d'ailleurs le dernier joueur à avoir frappé pour une moyenne de .400 lors d'une saison complète; c'était en 1941.
Guidés par le bâton de Ted Williams, les Red Sox ont accédé à la Série mondiale en 1946, mais ils ont perdu contre les Cardinals de St-Louis. Williams se blessa à l'épaule quelques jours avant le début des matchs, et plusieurs analystes soutiennent qu'il n'était pas en bonne condition physique pour amorcer la série. Il frappa pour seulement.200 durant la série.
Les Red Sox ont aligné plusieurs excellents joueurs dans les années 1940 : le deuxième but Johnny Pesky (le pôle déterminant le territoire des fausses balles à droite au Fenway Park est d'ailleurs surnommé Pesky's Pole en son honneur), le troisième but Bobby Doerr, et le joueur de champ extérieur Dom DiMaggio (le frère de Joe). Cependant, Boston a perdu le titre de la Ligue américaine de la saison régulière par seulement une partie en 1948 et 1949, et Williams n'a plus rejoué dans une autre Série mondiale.
Les années 1950 furent particulièrement désastreuses pour les Sox. Contrairement à plusieurs autres équipes, Boston refusait toujours de faire jouer des Noirs. Ted Williams a toutefois frappé pour .388 en 1957, et il a pris sa retraite en 1960. Il a d'ailleurs claqué un coup de circuit lors de sa dernière présence au bâton.
Les Red Sox devinrent finalement la dernière équipe à embaucher un joueur noir, soit le joueur d'avant-champ Pumpsie Green en 1959.

### Carl «Yaz» Yastrzemski
La décennie 1960 a aussi mal commencé pour les Sox. Cependant, une jeune recrue de Long Island, Carl Yastrzemski, devint l'un des meilleurs frappeurs des années 1960, une décennie pourtant dominée par les lanceurs. Les Red Sox se rendirent en Série mondiale en 1967, mais essuyèrent une défaite crève-cœur contre les Cardinals de St. Louis en sept matches.
Yastrzemski a participé à une autre Série mondiale, en 1986 , que les Red Sox perdirent également en sept matches, cette fois-ci contre les Mets de New York. Les Sox vinrent à un retrait de remporter la série, au sixième match, mais les Mets refusaient de plier. Gary Carter amorça un ralliement spectaculaire en claquant un coup sûr. Un faible roulant, frappé en direction du joueur de premier but Bill Buckner se faufila entre ses jambes, permettant aux Mets de marquer le point de la victoire. Les Mets gagnèrent le match du lendemain.
Un commentateur américain décrivit le calvaire des Red Sox, incapables de remporter une Série mondiale depuis 1918, comme un véritable opéra.
Quant à Carl Yaztrzemski, il tira sa révérence en 1982, après une glorieuse carrière de 23 saisons. Il a frappé 452 circuits, avec une moyenne de ,285. En 1967, il a remporté la Triple couronne, avec une moyenne de ,326, 44 circuits et 121 points produits.

### Le titre de 2004

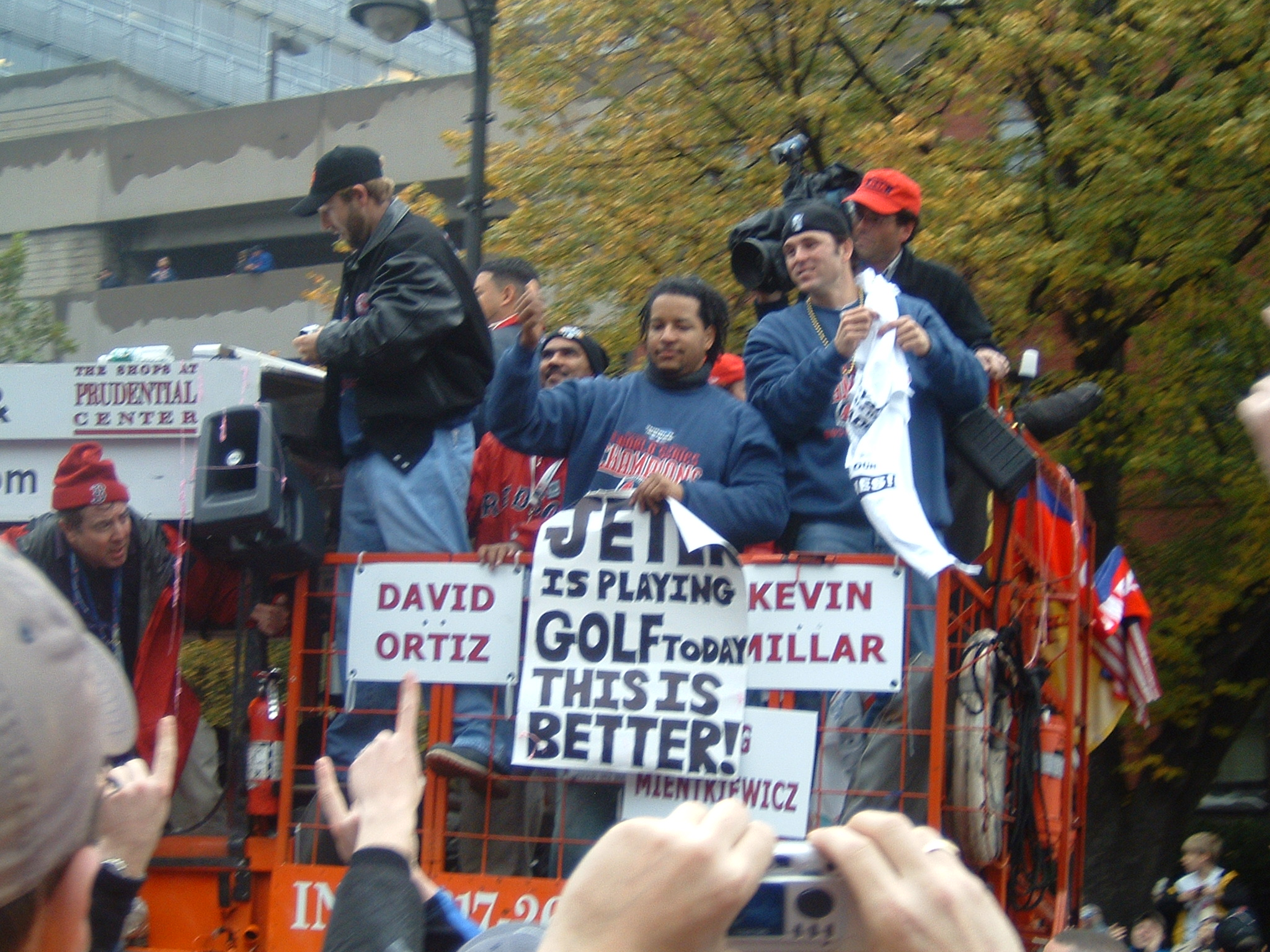
Manny Ramirez lors de la parade en 2004

John W. Henry est le propriétaire et actionnaire principal de l'équipe. Il a acheté l'équipe en février 2004, avec Thomas C. Werner, au coût de 660 millions de dollars américains et a entièrement payé les dettes de 40 millions  laissées par l'ancienne administration. Le Fenway Park lui appartient également, ainsi que 82 % des actions de la New England Sports Network (NESN), une chaîne de télévision américaine spécialisée dans les événements sportifs de la région de la Nouvelle-Angleterre.
Les Red Sox obtiennent leur billet pour les séries 2004 au titre de meilleur deuxième (le quatrième en tant que - "wild card") derrière les Yankees de New York. Au premier tour, ils éliminent facilement les Angels d'Anaheim 3 à 0 avant d'affronter leurs rivaux new-yorkais en finale de championnat de la Ligue américaine. Dans cette série au meilleur des 7 matches, ils réalisent un exploit unique dans l'histoire du baseball : après avoir perdu les 3 premières parties, ils remportèrent les 4 suivantes et se qualifient pour les Séries mondiales. Ils vainquent aisément les Cardinals de Saint-Louis par 4 victoires à 0, remportant leur premier titre depuis 1918. La malédiction du « Bambino » (surnom de Babe Ruth), qui voulait que Boston ne remportât jamais de titre depuis que Ruth avait été transféré aux Yankees, prit fin.
Après la victoire, les Red Sox organisèrent un défilé dans la ville le 30 octobre qui attira plus de trois millions de personnes.

### Le titre de 2007

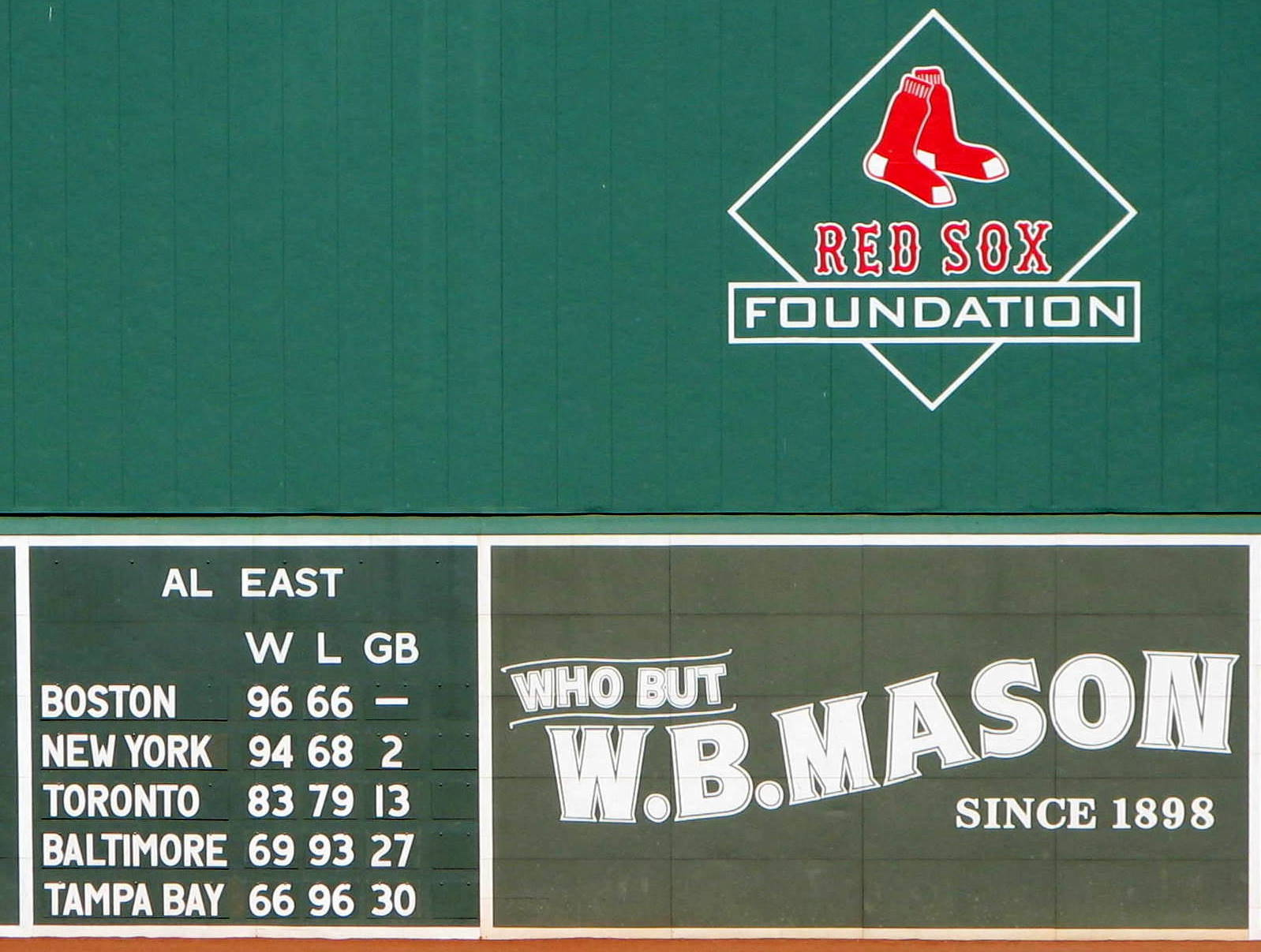
Le classement final de la saison régulière 2007 en bas du monstre vert.

La saison 2007 s'achève le 28 octobre sur le triomphe des Red Sox qui signent un succès par quatre victoires à zéro face aux Rockies du Colorado lors de la Série mondiale. Avant ce couronnement, les Sox renversèrent la tendance à l'occasion de la finale de la Ligue américaine contre le Indians de Cleveland. Menés 3-1, Boston s'impose finalement par quatre victoires à trois.

### Depuis 2008
En 2008, Boston retrouve les séries éliminatoires via la wild card du meilleur deuxième en Ligue américaine. Les Red Sox écartent facilement les Los Angeles Angels (4 victoires contre une défaite) mais échouent de peu, en sept matches, face à l'équipe surprise de la saison en Ligue américaine : les Rays de Tampa Bay.
En 2010, les Red Sox ne se qualifient pas pour les éliminatoires pour seulement la deuxième fois en sept ans.
En 2011, les Red Sox ne se qualifient pas pour une deuxième année consécutive. Ils perdent un match très important lors du dernier match de la saison, contre les Orioles de Baltimore. Cela leur coûtera la perte du meilleur deuxième de la ligue américaine.
Les Red Sox remportent une autre Série mondiale, en 2013, en battant leurs éternels rivaux, les Cardinals de Saint-Louis. Pour la première fois depuis presque une centaine d'années, ils gagnent le titre à Boston.
La dernière série mondiale remportée par les Red Sox est en 2018 face aux Dodgers de Los Angeles.

## Trophées et honneurs individuels

### Red Sox auHall of Fame

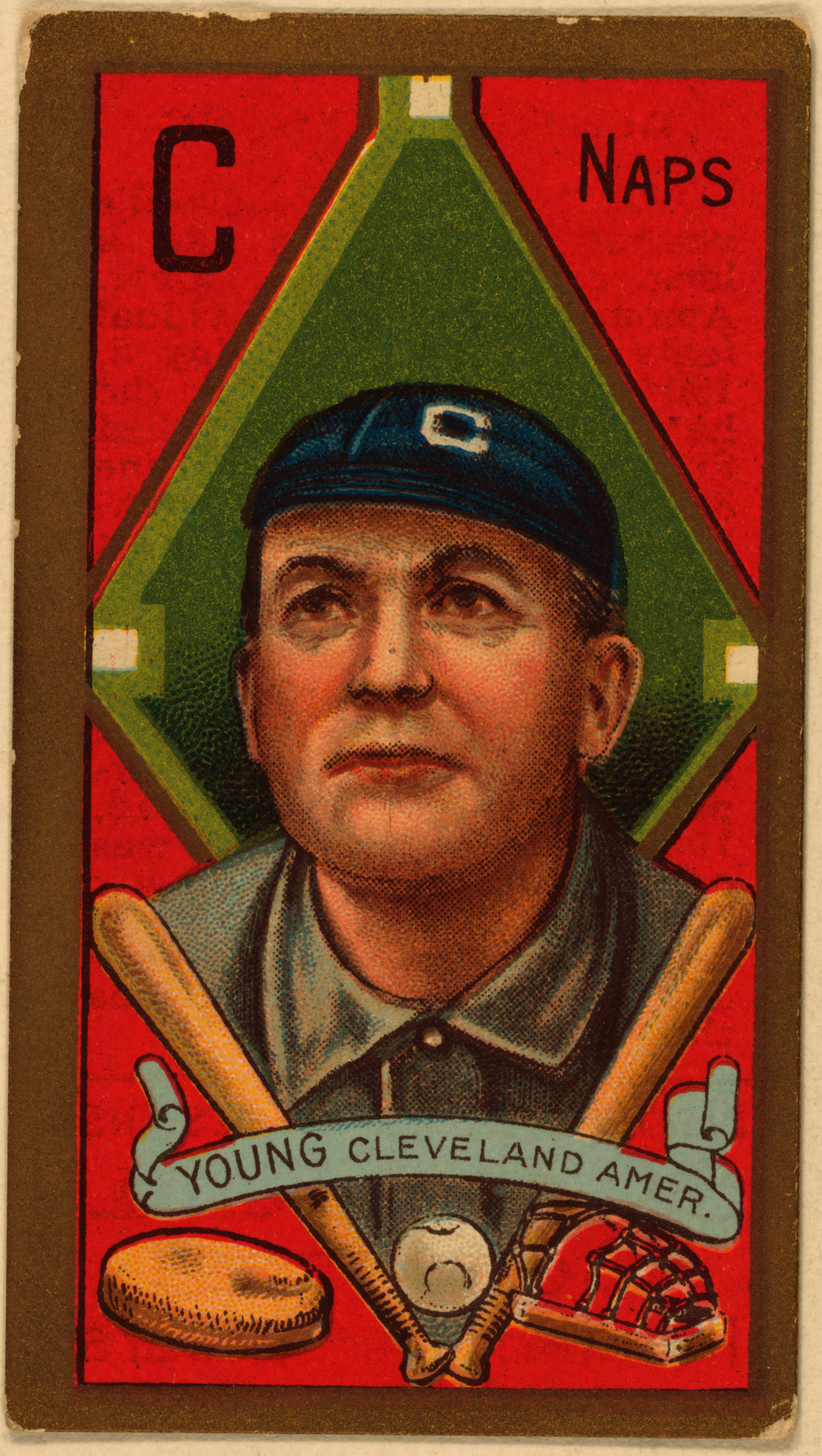
Cy Young

| - Luis Aparicio, arrêt-court (1971-1973) - Wade Boggs, champ intérieur (1982-1992) - Lou Boudreau, arrêt-court (1951-1952) ; manager (1952-1954) - Jesse Burkett, champ extérieur (1905) - Orlando Cepeda, première base (1973) - Jack Chesbro, lanceur (1909) - Jimmy Collins, troisième base (1901-1907) - Joe Cronin, arrêt-court (1935-1945) - Andre Dawson, champ extérieur (1993-1994) - Bobby Doerr, deuxième base (1937-1951) - Dennis Eckersley, lanceur (1978-1984, 1998) - Rick Ferrell, receveur (1933-1937) - Carlton Fisk, receveur (1969, 1971-1980) - Jimmie Foxx, première base (1936-1942) - Lefty Grove, lanceur (1934-1941) - Rickey Henderson, champ extérieur (2002) - Harry Hooper, champ extérieur (1909-1920) - Waite Hoyt, lanceur (1919-1920) |  | - Ferguson Jenkins, lanceur (1976-1977) - George Kell, troisième base (1952-1954) - Heinie Manush, champ extérieur (1936) - Juan Marichal, lanceur (1974) - Pedro Martínez, lanceur (1998-2004) - David Ortiz, première base/frappeur désigné (2003-2016) - Herb Pennock, lanceur (1915-1922, 1934) - Tony Pérez, champ intérieur (1980-1982) - Red Ruffing, lanceur (1924-1930) - Babe Ruth, lanceur/champ extérieur (1914–1919) - Tom Seaver, lanceur (1986) - Al Simmons, champ extérieur (1943) - Tris Speaker, champ extérieur (1907-1915) - Dick Williams, champ extérieur (1963-1964) ; manager (1967-1969) - Ted Williams, champ extérieur (1939-1960) - Carl Yastrzemski, champ extérieur (1961-1983) - Cy Young, lanceur (1901-1908) |

### Numéros retirés

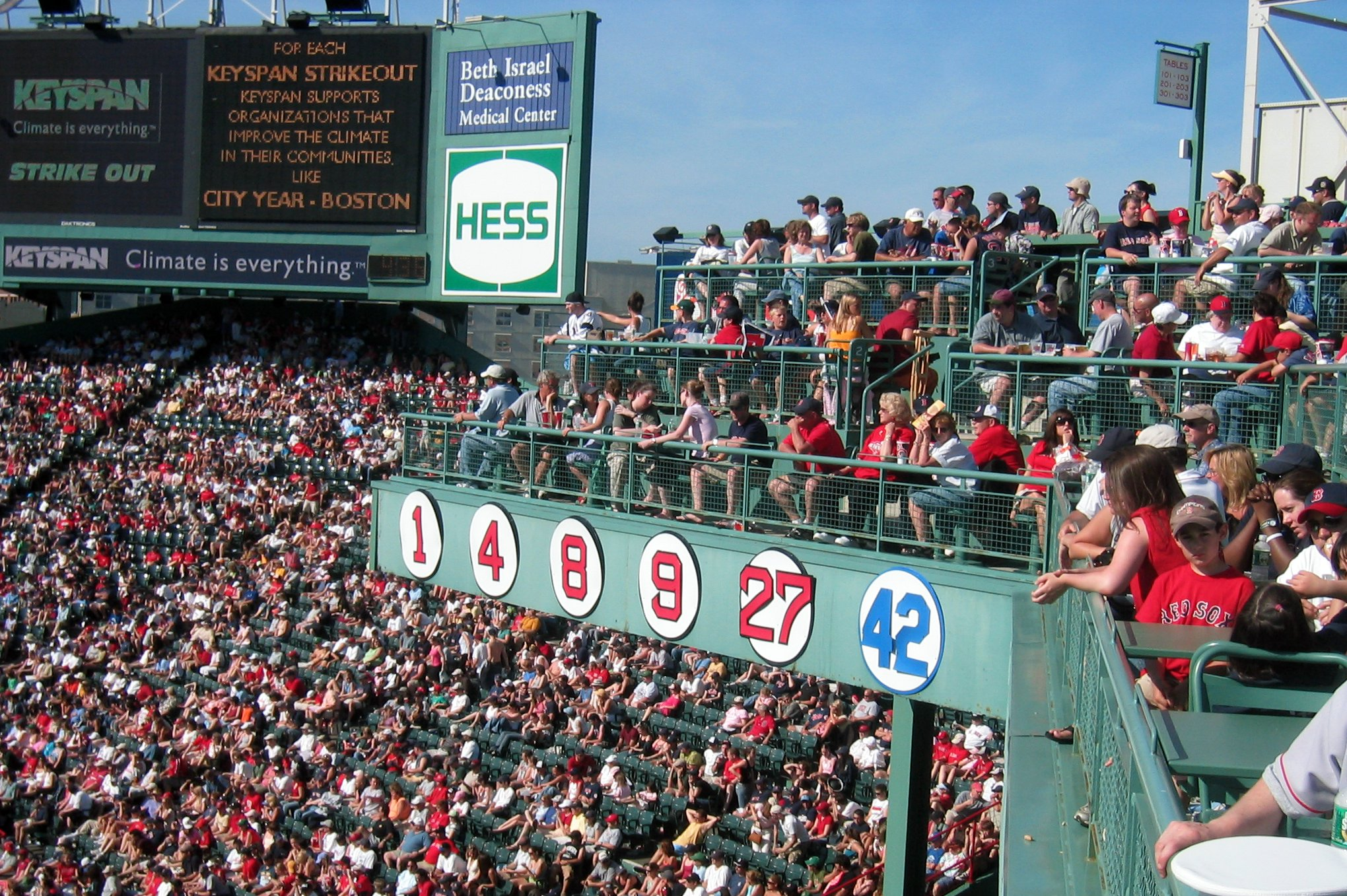
Les numéros retirés des Red Sox à Fenway

- 1. Bobby Doerr 2B (1937-51) - Coach (1967-69). Retiré en 1988
- 4. Joe Cronin SS (1935-45) - Manager (1935-47) - GM (1947-59). Retiré en 1984
- 6. Johnny Pesky SS (1942, 1946-52) - (1963-64, 1980) - Coach (1991-2007). Retiré en 2008
- 8. Carl Yastrzemski OF, 1B (1961-83). Retiré en 1989
- 9. Ted Williams OF (1939-60). Retiré en 1984
- 14. Jim Rice OF (1974-1989) - Coach (1995-2000). Retiré en 2009
- 26. Wade Boggs 3B (1982-92). Retiré en 2016.
- 27. Carlton Fisk C (1969, 1971-80). Retiré en 2000.
- 34. David Ortiz DH, 1B (2003 - 2016). Retiré en 2017.
- 42. Jackie Robinson Retiré par la MLB en 1997
- 45. Pedro Martinez RHP (1997-2004). Retiré en 2015.

Les Red Sox ont retiré le numéro 45 du lanceur Pedro Martínez après son entrée au temple de la renommée du baseball. Il devient ainsi le premier Red Sox dont le numéro est retiré sans avoir passé dix ans dans l'organisation (Johnny Pesky n'a pas joué dix ans à Boston mais a servi plusieurs années comme instructeur et comme manager).

### Autres trophées et honneurs
| MVP de la saison (depuis 1911) : - Tris Speaker (1912) - Jimmie Foxx (1938) - Ted Williams (1946 et 1949) - Jackie Jensen (1958) - Carl Yastrzemski (1967) - Fred Lynn (1975) - Jim Rice (1978) - Roger Clemens (1986) - Mo Vaughn (1995) - Dustin Pedroia (2008) - Mookie Betts (2018) |  | Trophée Cy Young (depuis 1956) : - Jim Lonborg (1967) - Roger Clemens (1986, 1987 et 1991) - Pedro Martínez (1999 et 2000) - Rick Porcello (2016) Manager de l'année (depuis 1983) : - John McNamara (1986) - Jimy Williams (1999) Prix Hank Aaron (depuis 1999) : - Manny Ramírez (2004) - David Ortiz (2005) - J. D. Martinez (2018) |  | Recrue de l'année (depuis 1947) : - Walt Dropo (1950) - Don Schwall (1961) - Carlton Fisk (1972) - Fred Lynn (1975) - Nomar Garciaparra (1997) - Dustin Pedroia (2007) |

## Popularité
Les fans des Sox constituent la Red Sox Nation. Parmi les personnalités soutenant la franchise, citons Lil Wayne, Eliza Dushku, Ben Affleck, Matt Damon, John Krasinski, Steve Carell, Chris Evans, Lars Frederiksen, Sully Erna, Peter et Bobby Farrelly, Stephen King, Denis Leary, Emeril Lagasse, Conan O'Brien, Mike O'Malley, Seth MacFarlane, James Taylor, Carrie Underwood, Kenny Chesney, Mark Wahlberg, Bill Simmons, Steven Tyler, Seth Meyers, John Cena, Maria Menounos, Paul Giamatti, Stewart O'Nan, Robert Redford, Susie Castillo, Rachael Ray, Christie Brinkley, Oliver Platt, Drew Barrymore, Dropkick Murphys, Kenny Wormald et Donnie Wahlberg.
La chanson Sweet Caroline publiée en 1969 par Neil Diamond est devenue l'un des hymnes des supporteurs des Sox au Fenway Park. La légende veut que le titre fut diffusé pour la première fois en 1998 à la demande d'un employé du stade qui venait d'être père d'une petite Caroline. En réalité, cette chanson fut choisie par Amy Tobey, la directrice musicale du parc, et jouée entre la septième et neuvième manche si les Sox étaient en avance. Depuis 2002, elle est jouée systématiquement et reprise en chœur par les supporteurs lors de la pause de la huitième manche.
L'autre hymne est Dirty Water par The Standells. Si les Red Sox gagnent un match, la chanson est jouée des haut-parleurs et les supporters se réjouissent en quittant le stade. C'est une tradition inaugurée en 2001 à Fenway, mais ses origines viennent du club de hockey des Bruins de Boston en 2000. The Standells ont joué leur fameuse chanson sur le Green Monster.

## Rivalité avec les Yankees de New York
La rivalité existant depuis plus d'un siècle entre les Red Sox de Boston et les Yankees de New York est l'une des plus importantes du sport américain. L'opposition entre les deux villes de la côte Est des États-Unis date du XVIIIe siècle, et trouve dans le baseball l'une de ses illustrations modernes. Boston domine au début du siècle puis le transfert des meilleurs joueurs des Sox chez les Yankees, Babe Ruth au premier chef, provoque le déclin de la franchise de Boston attisant évidemment cette rivalité. Les Yankees s'installèrent alors dans le fauteuil du club dominant des Ligues majeures, laissant son rival sans titre de 1918 à 2004. Les chants des supporters des deux camps font référence à cette rivalité. « Boston sucks » pour les fans des Yankees ; « Yankees Suck » pour ceux des Sox.

## Les Red Sox dans la culture populaire
L'équipe des Red Sox est citée dans le film Will Hunting de Gus Van Sant en 1997, lors d'un échange entre Will Hunting (Matt Damon) et le psychothérapeute Sean Maguire (Robin Williams).
L'équipe des Red Sox est au centre du film Terrain d'entente (Fever Pitch en anglais) (2005) réalisé par les Frères Farrelly. Dans ce film, Lindsey (Drew Barrymore) tombe amoureuse de Ben (Jimmy Fallon) qui s'avère être un fan des Red Sox depuis son enfance.
Grand supporter des Red Sox, le romancier Stephen King cite très souvent la franchise dans ses romans. En plus, il a coécrit le livre Faithful: Two Diehard Boston Red Sox Fans Chronicle the Historic 2004 Season avec Stewart O'Nan qui décrit, en temps réel, la saison 2004.
L'équipe est également citée à plusieurs reprises dans la série télévisée Ally McBeal dont l'action se situe justement à Boston.
Les Red Sox sont également cités à plusieurs reprises dans la série Sanctuary, ainsi que les Cubs.
Dans la série Lost, il est plusieurs fois fait allusion aux Red Sox. Un enregistrement de leur victoire de 2004 étant, au début de la troisième saison, la première preuve tangible d'une possibilité de communiquer avec le monde extérieur à la mystérieuse île.
En 2015, James Taylor, chansonnier folk rock américain, a écrit et enregistré la chanson Angels of Fenway pour son album Before This World (en) en hommage à son équipe préférée .
Dans la série Rizzoli and Isles qui se déroule à Boston, Jane Rizzoli (Angie Harmon) est une fan des Red Sox.

## Affiliés en ligues mineures
| Niveau | Franchise            | Ligue                   | Ville          | État                   | Affilié depuis |
| ------ | -------------------- | ----------------------- | -------------- | ---------------------- | -------------- |
| AAA    | Red Sox de Worcester | Ligue internationale    | Worcester      | Massachusetts          | 2021           |
| AA     | Sea Dogs de Portland | Eastern League          | Portland       | Maine                  | 2003           |
| A+     | Drive de Greenville  | South Atlantic League   | Greenville     | Caroline du Sud        | 2005           |
| A-     | Red Sox de Salem     | Carolina League         | Roanoke        | Virginie               | 2009           |
| Rookie | FCL Red Sox          | Florida Complex League  | Fort Myers     | Floride                | 1989           |
| Rookie | DSL Red Sox Blue     | Dominican Summer League | Saint-Domingue | République dominicaine | 1997           |
| Rookie | DSL Red Sox Red      | Dominican Summer League | Saint-Domingue | République dominicaine | 1997           |